# Пинатубо
Пинатубо (фил. Bundok Pinatubo) је активан стратовулкан у Замбалским планинама на острву Лузон, у близини тромеђе филипинских покрајина Замбалес, Тарлак и Пампанга. Пре вулканске активности 1991, његова еруптивна историја је непозната. Јако је еродирао, неупадљива и заклања од погледа. Био је прекривено густом шумом која је издржавала неколико хиљада домородаца, Аете, који су током шпанског освајања Филипина побегли у планине.
Вулканова Плинијска / ултра-Плинијска ерупција 15. јуна 1991, је друга највећа земаљска ерупција у 20. веку после ерупције 1912. Новарупта на Аљаском полуострву. Додатна компликација ерупције је био долазак тајфуна Јуња (Дидинг), доносећи смртоносну мешавину пепела и кише у областима повезаним са вулканом. Успешна предвиђања на почетку ерупције довело до евакуације десетина хиљада људи из околних подручја, сачувајући тако многе животе, али су околна подручја била тешко оштећена пирокластичним токовима, пепелом, а потом, и лахаром изазваних рекама дабујалим од кише, поново покренувши старије вулканске наслаге изазивајући велико разарање инфраструктуре и променом речних система од неколико месеци до неколико година, након ерупције.
Ефекти ерупције су се осетили широм света. Вулкан је избацио око 10.000.000,000 тона (1,1 × 1010 америчких тона) или 10 km3 (2,4 cu mi) магме, и 20.000.000 тона (22.000.000 америчких тона) , доносећи огромне количине минерала и метала на површину у околини. Катапултирао је више честица у стратосферу него код ерупције Кракатауа у 1883. Током наредних месеци, аеросоли су формирали глобални слој измаглице сумпорне киселине. Глобална температура је опала за око 0,5 °C (0,9 °F) током 1991.-93., и оштећења озонског омотача су се привремено повећала.